# Ricard II (obra de teatre)
Ricard II és una obra de William Shakespeare que recrea els darrers anys de Ricard II d'Anglaterra. Aquest drama històric, escrit vora el 1595, forma part d'una tetralogia coneguda com a Henriad o cicle de Lancaster. La peça està estructurada en cinc actes i va ser estrenada el mateix any de la seva creació. El fort contingut polític ha afectat posteriors representacions del drama. Va ser adaptada a la pantalla dins la sèrie televisiva The Hollow Crown.

## Argument
Després d'una disputa entre Enric Bolingbroke, cosí del rei Ricard II, i el duc Thomas de Mowbray, ambdós nobles són desterrats mentre la cort murmura que de fons hi ha un assassinat no resolt ordenat pel mateix monarca. En l'absència de Bolingbroke, mor el seu pare i Ricard II aprofita l'avinentesa per quedar-se amb els seus dominis i usar els diners per a la seva guerra amb els irlandesos. Això divideix la noblesa i alguns d'ells tramen un cop d'estat, fent retornar en secret Bolingbroke, mentre d'altres romanen fidels al rei.
Se succeeixen acusacions i execucions fins que Bolingbroke es corona rei i fa empresonar el seu cosí. Allà és assassinat pels partidaris del nou monarca, enmig d'una alta inestabilitat política. Al final de l'obra es fa una crida a deixar de banda la violència i el rei peregrina a Jerusalem dins del marc de les croades per expiar els seus pecats i regnar amb saviesa.

## Estructura
El primer acte conté quatre escenes. La primera transcorre al palau reial, on dos nobles demanen arbitri del rei en una disputa (l'obra comença per tant in medias res, com aconsella l'èpica clàssica). La segona escena inclou les reflexions dels Lancaster, capitanejats per Bolingbroke i el seu pare, sobre la situació, on s'insinua que el rei hauria ordenat un assassinat i comença a instigar-se al cop d'estat. La tercera escena representa un duel a camp obert que és interromput pel rei per desterrar els dos combatents, així com els consells del pare de Bolingbroke per a la futura vida de l'exiliat i una elegia sobre el fill perdut. A la quarta escena, el rei s'alegra de la partida dels nobles, a qui veia com una amenaça, i comenta amb els seus consellers la manca de diners i la seva preocupació pels irlandesos.
El segon acte comença a la casa de Joan de Gant, pare de Bolingbroke, el qual s'està morint. Intenta aconsellar des del seu llit al rei, al qual veu més preocupat pel propi ego que pel poble, però aquest ignora les seves paraules. Llavors Joan de Gant maleeix profèticament Ricard. La segona escena conté més presagis de desgràcies, en aquest cas en boca de la reina, abandonada pel seu marit que ha partit al front, i s'anuncia la tornada de l'exiliat amb aliats per començar una revolució. La tercera escena mostra justament aquest retorn, amb Bolingbroke cavalcant a la costa anglesa i buscant suports. La quarta escena, també a cel obert, mostra l'ascens imparable de la seva popularitat, així com més presagis negatius per a Ricard II, en aquest cas en forma d'avisos de les estrelles.
La primera escena del tercer acte inclou l'execució dels nobles fidels a Ricard II, amb justificacions d'ambdues parts. La segona escena recupera el punt de vista del rei, que està tornant al seu país també per la costa, el qual lloa per la seva bellesa. Des d'aquí fins al final de la peça, el rei mostra aspectes positius. La tercera escena descriu el primer enfrontament entre els dos rivals al tron. La quarta escena torna als jardins reials, on la reina és informada dels esdeveniments i canta novament el seu dolor.
El quart acte només conté una escena, ambientada al saló de Westminster, on es produeix el canvi de monarca amb l'abdicació forçada de Ricard II, fet presoner. Se succeeixen parlaments argumentant a favor i en contra de la usurpació, incloent-hi els dels representants de l'Església.
El cinquè acte s'inicia amb l'encontre entre els esposos a un carrer de Londres, la reina lamenta veure el seu marit desposseït i resignat, com si ja hagués mort, i maleeix la nova dinastia. Les escenes dos, tres i quatre mostren les reaccions dels nobles davant el canvi de rei i s'anuncien futurs problemes que es resoldran en altres obres de Shakespeare. A la cinquena escena el nou rei es lamenta en veu alta que ha de témer constantment pel seu futur, fet que porta un dels seus aliats a decidir assassinar el pres Ricard II per evitar el seu possible retorn. La darrera escena transcorre a la presó, on mor el protagonista i el seu botxí porta el cos a palau. Allà Bolingbroke mostra el seu rebuig al crim, lamenta la mort (en contrast amb l'actitud prèvia de Ricard II davant de la mort de Joan de Gant) i decideix partir cap a Jerusalem, posant fi al drama.
Atenent a l'estructura global, els cinc actes mostren cinc moments del canvi de monarca: el primer és la introducció, amb l'exili que intenta prevenir una revolta de manera fallida; el segon és el retorn del rival i el seu desig de venjança; el tercer acte mostra la confrontació entre els dos candidats; el quart acte l'abdicació i relleu al tron i el cinquè les seves conseqüències, incloent-hi la mort de Ricard II. Així doncs, l'obra segueix una estructura típica de la narrativa, amb un plantejament, nus i desenllaç lineals, malgrat l'alternança de punts de vista i subrames.

## Temes
El context històric és la disputa entre les cases de York i Lancaster que va originar la Guerra de les Dues Roses i apareixen nombrosos personatges reals, barrejats amb alguns ficticis. La recreació dels fets del canvi de rei, però, no és totalment fidel a la realitat. La font principal que inspirarà el text són les Cròniques de Raphael Holinshed. Els reis tenen un origen diví que contrasta amb els actes que executen, com traïció, assassinat i amb la seva cobdícia i feblesa, fet que va portar a parlar dels dos cossos reials, un carnal, subjecte a totes les debilitats humanes, i un altre polític, símbol de la monarquia.
El rei apareix com un monarca inepte (fa enfadar els cortesans amb accions dubtoses) i cruel, ja que no solament participa en conspiracions per matar membres de la seva família, sinó que mostra alegria davant la caiguda en desgràcia dels altres. Està convençut de la seva infabil·litat, però mostra una gran feblesa que el porta a perdre partidaris i finalment la corona. La seva mort innoble, sol, assassinat i a la presó, és una prova de la imatge negativa del personatge. Shakespare, però, fuig del maniqueisme més simplista i per això atorga just en el moment de la mort un soliloqui reivindicatiu a Ricard II de gran lirisme. Justament quina és la conducta adequada per a un rei és un dels temes principals de l'obra, més enllà de la recreació històrica. Per això hi ha freqüents qüestionaments sobre les decisions del monarca i els conspiradors dubten sobre la bondat de les seves demandes.
La predicció de la caiguda del monarca per part de Joan de Gant es pot veure com l'equivalent del destí tràgic de les peces gregues, una anticipació del que succeirà, com la conducta del protagonista porta a la seva destrucció, accentuant així el caràcter moral del drama. Aquesta maledicció s'acompanyarà de símbols progressivament més clars fins a la mort del rei.
El caràcter diví del rei a l'època fa que matar un rei (o hereu) sigui blasfèmia al mateix temps que un delicte, per això sempre comporta conseqüències negatives per als seus executors, tema que apareix en altres obres de Shakespeare, essent el cas més famós Hamlet, on el fantasma del finat posa en marxa una tragèdia.

## Estil
El llenguatge de tota l'obra és altament formal, com correspon a una tragèdia, ja que el final inclou la mort del protagonista que dona títol a la peça i es recrea un període convuls de la història anglesa. Tota l'obra està escrita en vers, en pentàmetres iàmbics de vers blanc.
Predominen les metàfores i els soliloquis dels personatges principals, així com l'abundància de símbols sobre la corona (el sol, el jardí, l'arbre). Ricard II usa un to més elevat que el seu rival, per fer èmfasi en la diferència en com administraran els seus regnats, essent Ricard II un rei més medieval i, per tant, més ancorat en una sumptuositat buida, propera a la poesia metafísica. Abunden els llargs discursos per sobre de l'acció i apareixen elipsis sobre fets que el públic coneixia per altres obres de l'autor o per les llegendes historiogràfiques.
Bolingbroke té un estil més planer i es dirigeix sovint als membres del poble, per exemple en la seva partida a l'exili. Es mostra amb el seu llenguatge que té una concepció més pragmàtica de la vida.